# Night of the Living Dead Boys
 Night of the Living Dead Boys è un album live del gruppo punk statunitense The Dead Boys pubblicato nel 1981 dall'etichetta Bomp! Records.

## Il disco
Qualche mese dopo lo scioglimento del gruppo, la band fu costretta a riunirsi occasionalmente per incidere un album dal vivo e tener fede ai propri obblighi contrattuali. Il disco venne registrato dal vivo nel marzo 1979 al CBGB. Poiché Stiv Bators (si dice intenzionalmente per vendicarsi della Sire Records) non cantò nel microfono durante lo show rendendo inudibile il suo cantato, le parti vocali furono sovraincise in studio in un secondo momento, causando reazioni contrastanti circa l'album stesso da parte di critica e fan quando esso finalmente uscì su etichetta Bomp! nel 1981.

## Tracce
1. Detention Home – 3:41
2. 3rd Generation Nation – 2:38
3. All This and More – 3:05
4. Caught With the Meat in Your Mouth – 2:06
5. Tell Me – 2:36
6. Catholic Boy – 2:43
7. I Won't Look Back – 2:16
8. Ain't It Fun – 4:31
9. What Love Is – 2:02
10. Ain't Nothin' to Do – 2:27
11. I Need Lunch – 3:31
12. Son of Sam – 4:46
13. Sonic Reducer – 2:46

## Formazione
- Stiv Bators - voce
- Cheetah Chrome - chitarra
- Jimmy Zero - chitarra
- Jeff Magnum - basso
- Johnny Blitz - batteria